# Малайзийско-российские отношения
Малайзийско-российские отношения — двусторонние дипломатические отношения между Малайзией и Россией. Россия имеет посольство в Куала-Лумпур (с апреля 1968 года), у Малайзии есть посольство в Москве (с ноября 1968 года).

## Советско-малайзийские отношения

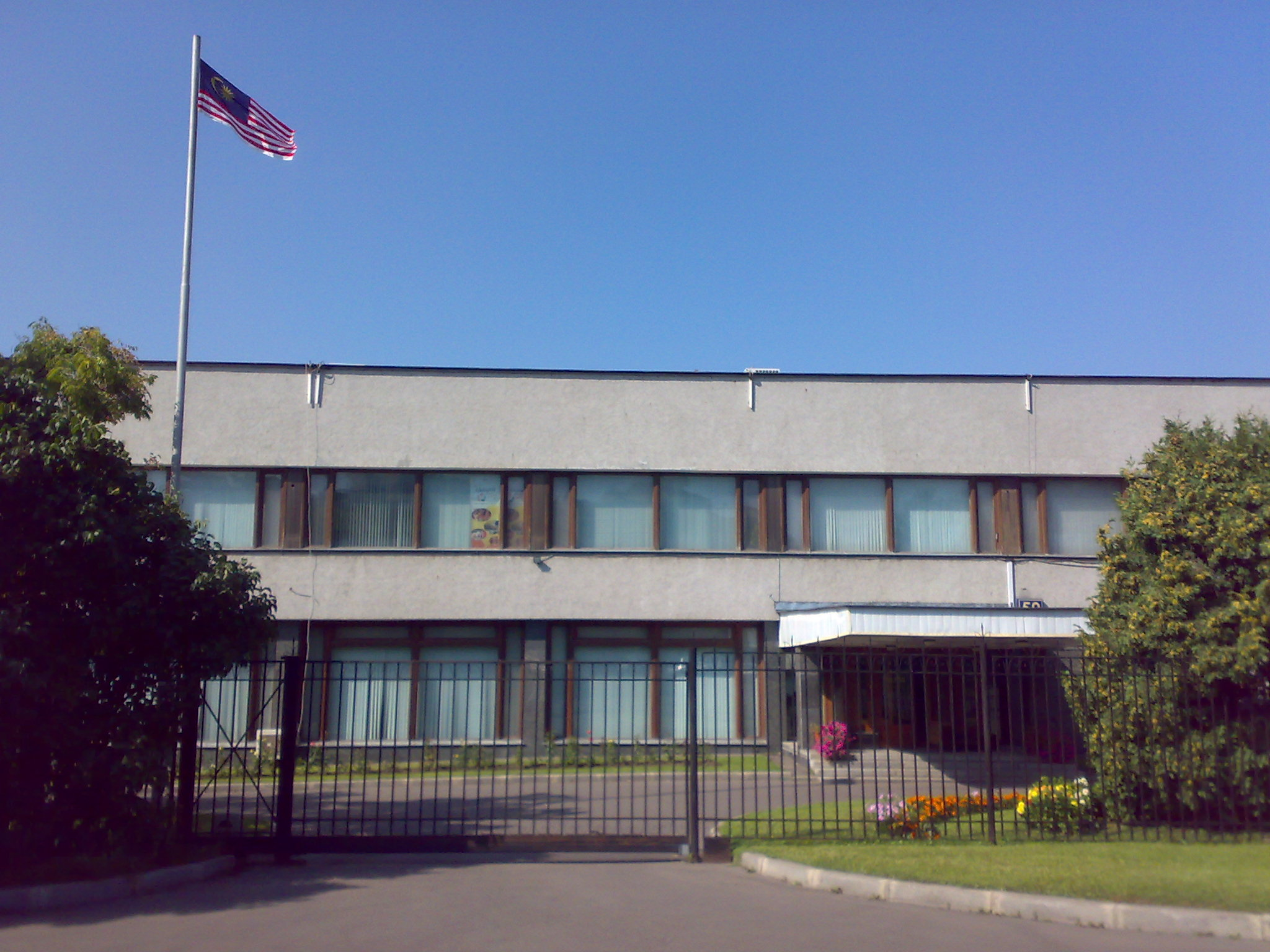
Посольство Малайзии в Москве

Советский Союз установил дипломатические отношения с Малайзией 3 апреля 1967 года, и было подписано торговое соглашение. В ноябре 1967 года было создано Советское торговое представительство. В 1970 году первая группа советских студентов в составе четырёх человек (Анатолий Воронков, Татьяна Дорофеева, Виктор Погадаев, Тамара Решетова) приехала учиться в университет Малайя. 4 октября 1972 года, было подписано Соглашение об экономическом и технологическом сотрудничестве.

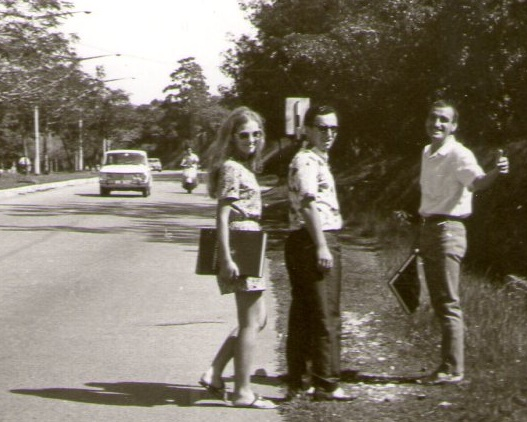
Первые советские студенты в Малайзии. Университет Малайя 1970

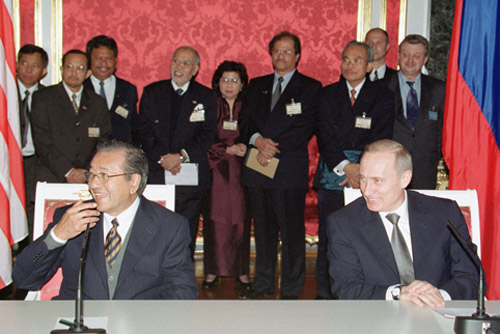
Махатхир Мохаммад и Владимир Путин на пресс-конференции, Москва, 14 марта 2002 года

Во время Афганской войны в 1980-е годы международные отношения ухудшились. Однако, связи между Москвой и Куала-Лумпур восстановились после конфликта.
С момента прихода к власти Михаила Горбачёва в 1985 году, отношения между Россией и Малайзией значительно улучшились. Малайзийский премьер-министр Махатхир Мохамад встречался несколько раз с Горбачёвым.

## Российско-малайзийские отношения
В 2002 году Махатхир Мохамад совершил визит в Москву. Он заявил, что Россия может быть конкурентом для США и Израиля и похвалил Президента России Владимира Путина за его позицию по вмешательству Запада в другие суверенные государства.
С 2000 г. Малайзия стала направлять в Россию студентов в медицинские вузы (Москва, Курск, Нижний Новгород). По заявлению малайзийского посла Яхья Баба, который был одним из инициаторов этого шага, к 2015 г. более 10 000 малайзийцев получили медицинское образование в России.
19 мая 2007 года, министр науки, технологии и инноваций Малайзии, анонсировал что первый малайзийский космонавт проходит обучение в Москве, с дублёром. Эти астронавты привезли с собой раковые клетки, бактерии и белок для исследований в космосе.
В 2007 году, Малайзия и Россия отправила первого малайзийского космонавта Музафара Шукора к Международной космической станции, в рамках космической программы Малайзийского национального космического агентства и Российского Федерального космического агентства (Роскосмос).

## Послы СССР / России в Малайзии
- 1968 — 1973 В. В. Кузнецов
- 1973 — 1978 В. Н. Бендрышев
- 1978 — 1984 Б. Т. Кулик
- 1984 — 1989 Ф. И. Потапенко
- 1989 — 1992 А. И. Хмельницкий
- 1993 — 1998 В. Я. Воробьёв
- 1998 — 2000 А. Д. Жуков
- 2000 — 2005 В. Н. Морозов
- 2005 — 2010 А. А. Карчава
- 2010 — 2015 Л. Г. Воробьёва
- 2015 — 2019 В. Н. Ермолов
- 2019 — н. в. Н. Г. Латыпов[3]